# Dirk-Jan van Gendt
Hendrik Theodorus Petrus „Dirk-Jan“ van Gendt (* 18. Juli 1974 in Boxtel, Nordbrabant) ist ein niederländischer Volleyballspieler.
Dirk-Jan van Gendt spielte von 1996 bis 2001 bei Geové Vrevok Nieuwegein und wurde hier 2000 niederländischer Meister und 2001 niederländischer Pokalsieger. Danach wechselte er zum Ligakonkurrenten Alcom Capelle. Seine erfolgreichste Zeit hatte van Gendt von 2003 bis 2007 bei Ortec Rotterdam Nesselande, wo er dreimal Meister (2003, 2004 und 2005) sowie dreimal Pokalsieger (2005, 2006 und 2007) wurde. Von 2007 bis 2010 spielte er in Belgien bei VC Euphony Asse-Lennik und von 2010 bis 2012 in der deutschen Bundesliga beim Moerser SC. 2012 ging der Zuspieler zurück nach Belgien zu Topvolley Antwerpen, wo er 2013 seine Karriere beendete. Van Gendt hatte 247 Einsätze in der niederländischen Nationalmannschaft, mit der er 2004 an den Olympischen Spielen in Athen teilnahm.